# 20 horas en América (parte 1)
20 Horas en América Parte 1 es el primer capítulo de la cuarta temporada de la serie dramática El Ala Oeste.

## Argumento
Está a punto de terminar un mitin presidencial en Indiana. Mientras, Josh y Toby pasean por los campos, porque al presidente le sube la tensión la presencia del segundo. Donna es enviada a recogerles, pero cuando vuelven comprueban horrorizados que han sido abandonados. Quedan a expensas en primer lugar de Cathy —una granjera del lugar— y de un voluntario adolescente con problemas sentimentales.
Tras perder, además, el Air Force One, Josh le pedirá a Sam que le reemplace en algunas reuniones. Este, muy cansado tras varios días sin dormir, le hace el favor, sintiéndose fuera de lugar y perdido en algunos encuentros en el despacho oval. 
Mientras, C.J. le pedirá a Charlie que sea el "Hermano Mayor" del protegido de su guardaespaldas asesinado, Simon Donovan, negándose el ayudante personal del presidente por falta de tiempo.
Leo, se reúne con el alrmirante Fritzwallace para saber como va la investigación por la muerte del Ministro de Qumar. Incluso el militar menciona el poco adecuado momento de imponer la política positiva hacia la Corte Penal Internacional que podría dar lugar a que el presidente acabase siendo juzgado. Mientras, este último sigue entrevistando a candidatas para el puesto de Secretaria.

## Curiosidades
- La canción principal de este episodio es “National Emblem March" del grupo The Boston Pops[1]

## Premios
- Nominados a la mejor dirección de cámara a Kenneth Hardy y Ellen Totleben (Premios Emmy)[2]
- Nominado al mejor actor de reparto a Bradley Whitford[2]